# Anello di Gige

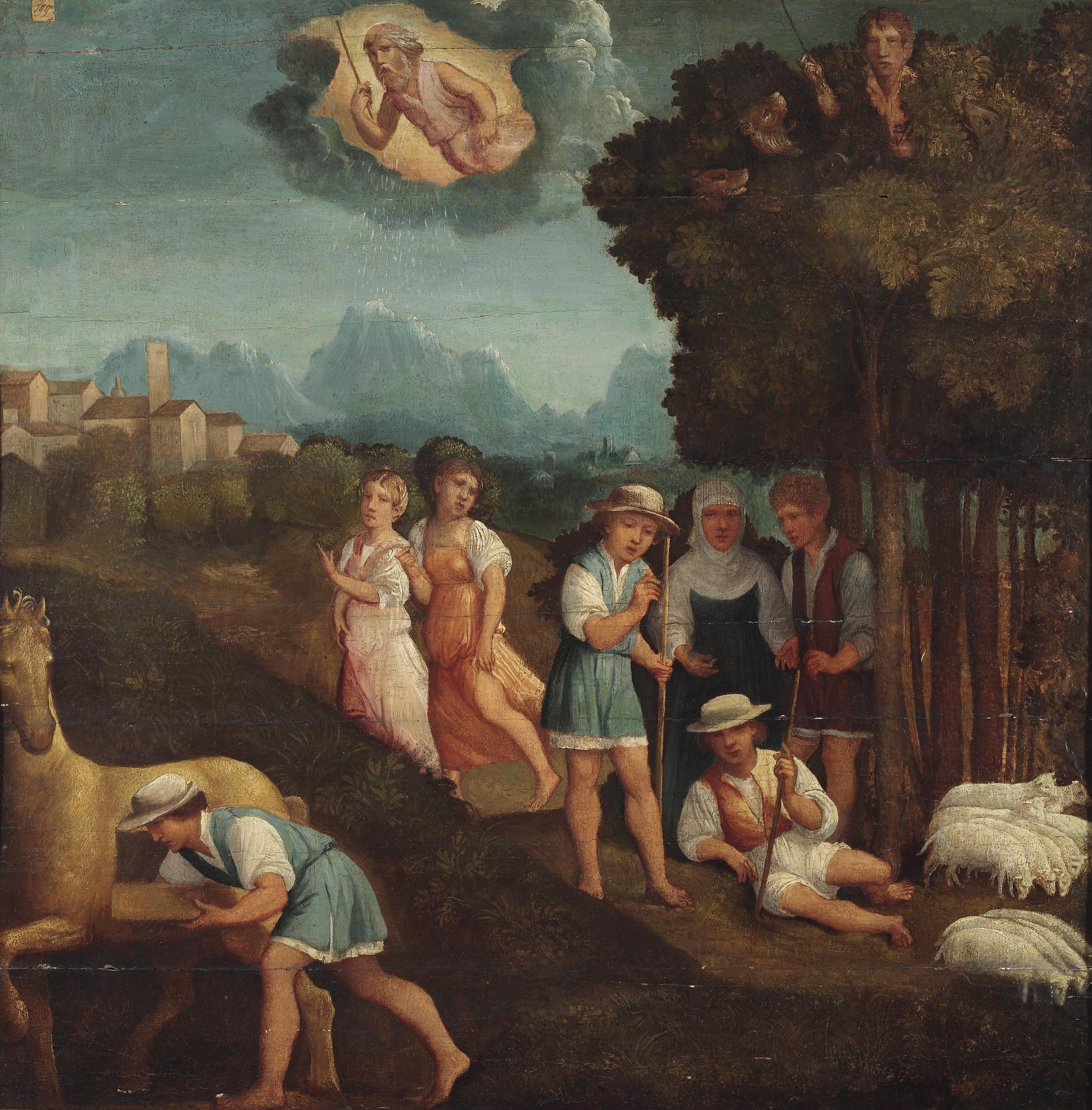
Il racconto platonico dell'anello di Gige in un olio su tavola di scuola ferrarese del XVI secolo (da attribuire forse a Francesco Rizzo da Santacroce)

L'anello di Gige è un oggetto magico menzionato da Platone nel secondo libro del suo dialogo la Repubblica. Questo anello garantiva il potere di diventare invisibili.
Si tenga presente che Platone è l'unico autore ad associare a Gige questo particolare anello magico, associazione del tutto assente nel resoconto fornitoci da Erodoto sull'omonimo personaggio.

## Il mito
Gige, antenato del Lidio omonimo, era un bovaro al servizio del re di Lidia, Candaule. Dopo un nubifragio e un terremoto, nel luogo dove Gige stava pascolando il suo armento si aprì una voragine; meravigliato e spinto dalla curiosità, il pastore entrò e scoprì che tra le meraviglie di quel luogo sotterraneo vi era anche un enorme cavallo di bronzo nel quale si trovava il cadavere di un individuo di proporzioni sovrumane con un bellissimo anello d'oro al dito, di cui si impadronì.
Uscito dalla caverna, nel metterlo, scoprì per caso che girando il castone dalla parte interna della mano, diventava invisibile a chiunque, effetto che scompariva quando di nuovo girava il castone verso l’esterno. Godendo del potere dell’invisibilità, riuscì a sedurre la regina, che lo aiutò ad uccidere Candaule e a divenire il nuovo re di Lidia.

## La morale
Nella Repubblica, Platone mette la storia dell'anello di Gige in bocca a Glaucone, che la usa per dimostrare che nessun uomo è così virtuoso da poter resistere alla tentazione di compiere azioni anche terribili, se gli altri non lo possono vedere. Partendo da questo, Glaucone arriva a dire che la moralità è solo una costruzione della società, che l'uomo rispetta per paura delle conseguenze e delle sanzioni. Una volta che queste sono eliminate, quando nessuno può vedere ciò che fai, la morale viene meno, e l'uomo si rivela per quello che è in realtà.
Secondo lui, infatti, se questo anello venisse dato a due uomini, uno giustissimo e l'altro empio, questi si comporterebbero alla stessa maniera, liberi dal peso di dover render conto a qualcuno delle loro azioni. Si è giusti solamente sotto costrizione, poiché l'ingiustizia e il non rispetto delle leggi è più utile e vantaggioso, singolarmente parlando.

## Effetto Gige
La locuzione indica il dato psicologico per cui l'anonimato su Internet induce quella disinibizione del comportamento online che trasforma un utente in un troll. L'"effetto Gige" trova la sua base teorica negli studi compiuti, all'inizio degli anni novanta, dagli psicologi Martin Lea e Russell Spears. I due studiosi elaborarono un modello (SIDE, Social Identity of Deindividuation Effects) che è tuttora usato per spiegare i fenomeni di aggressività in rete. Secondo questo modello, l'anonimato online fa agire l'utente non come individuo, ma come membro di una comunità. Questa perdita della consapevolezza di sé sarebbe all'origine della disinibizione che favorisce il comportamento ostile degli utenti di Internet.